# Stiphropus minutus
Stiphropus minutus is een spinnensoort in de taxonomische indeling van de krabspinnen (Thomisidae).
Het dier behoort tot het geslacht Stiphropus. De wetenschappelijke naam van de soort werd voor het eerst geldig gepubliceerd in 1943 door Roger de Lessert.